# Lady G
Lady G (eigentlich: Janice Fyffe; * 7. Mai 1968 in Spanish Town, Jamaika) ist eine jamaikanische Dancehall- und Reggae-Musikerin.

## Karriere
Ihre erste Hit-Single hatte sie 1988 mit Nuff Respect, einem auf dem „Telephone Love“-Riddim von June Carol Lodge basierenden Song. Es war eine gesungene Warnung an alle Chauvis und wurde für eine Zeit lang zu einer Hymne der weiblichen Dancehall-Fans. Zu einem weiteren Hit für Lady G wurde im Jahr darauf Legal Rights, ein Duett mit ihrem Mentor Papa San, das von Winston Riley produziert wurde. Round Table Talk folgte 1990, wieder gemeinsam mit Papa San. Ihr Debüt-Album God Daughter erschien 1995 bei VP Records. Lady G gehörte neben Lady Saw und wenigen anderen zu den wenigen erfolgreichen Frauen des Dancehall der 1990er Jahre. Bekannt wurde auch ihr Song Man a Bad Man, der auf dem Soundtrack des von Chris Blackwell produzierten jamaikanischen Films Third World Cop (1999) war. Lady G trat bei vielen bedeutenden jamaikanischen und internationalen Reggae-Festivals auf die Bühne, in Deutschland u. a.  2002 beim Kölner Summerjam oder 2009 beim Reggae Jam in Bersenbrück.

## Diskographie (Auswahl)
- God Daughter (1995, VP Records)
- Rated G (2007)